# Carl Anton Rettig
Carl Anton Rettig (i riksdagen kallad Rettig i Hemstanäs), född 3 juli 1814 i Gefle församling, Gävleborgs län, död 7 mars 1896 i Skogs församling, Gävleborgs län, var en svensk bruksägare, godsägare och politiker. Han var son till bruksägaren Pehr Christian Rettig, bror till grosshandlaren och riksdagsmannen Robert Rettig, far till bruksdisponenten Gustaf Rettig och överste Edward Rettig samt farbror till grosshandlaren och riksdagsmannen John Rettig.
Rettig blev student vid Uppsala universitet 1832 och avlade hovrättsexamen 1835. Han blev e.o. notarie vid Svea hovrätt 1835 och var elev vid Falu bergsskola 1837–1838. Han blev förvaltare och delägare vid Kilafors järnverk i Hanebo socken 1840. Han var helägare till järnverket 1845–1895 och var också verkställande direktör för Kilafors AB 1874–1894, och bodde själv vid Hemstanäs herrgård i Skogs socken.
Rettig företrädde borgarståndet för bergsbrukens första valdistrikt vid ståndsriksdagen 1853/1854 och var också riksdagsledamot i första kammaren för Gävleborgs läns valkrets 1867–1870. I riksdagen var han bland annat suppleant i statsutskottet 1867 och 1869, bankoutskottet 1868 och bevillningsutskottet 1870. Han var ledamot av Gävleborgs läns hushållningssällskaps förvaltningsutskott 1862–1868, ledamot av styrelserna för Söderhamns Järnvägs AB och Dannemora-Hargs Järnvägs AB samt landstingsman för Gävleborgs läns landsting.